# 조지프 블랙

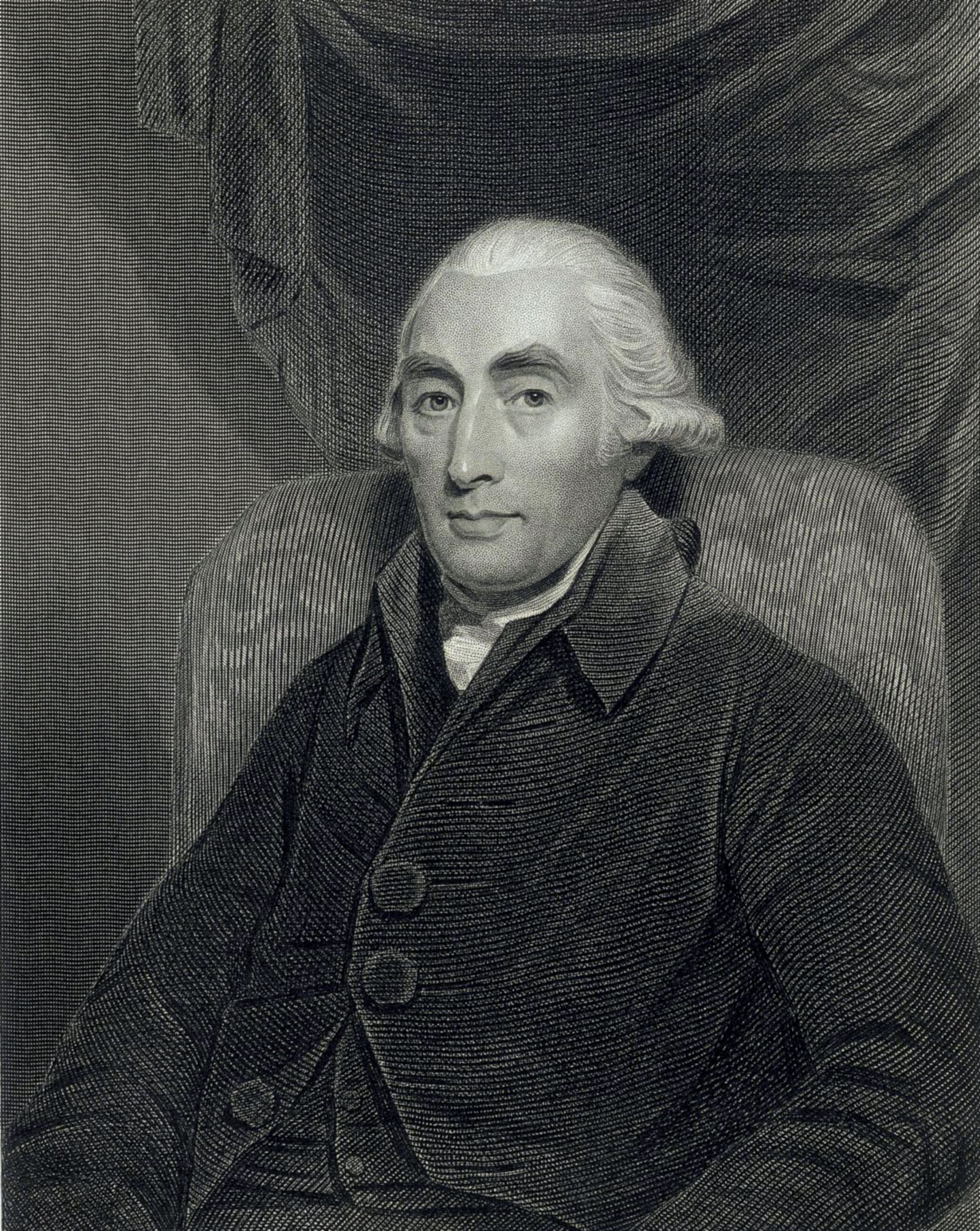
조지프 블랙

조지프 블랙(Joseph Black, 1728년 4월 16일 ~ 1799년 12월 6일)은 스코틀랜드의 화학자, 물리학자이다. 주로 이산화 탄소의 발견자로 알려져 있고, 잠열과 비열의 기초를 확립하였다.

## 생애
블랙은 1728년, 스코틀랜드 출신의 벨파스트 주민인 블랙의 아버지가 포도주 거래를 위해 자주 들르던 프랑스의 보르도에서 태어났다. 벨파스트에서 학교를 다니다가 1746년 의학을 공부하기 위해서 글래스고로 이주하였다. 글래스고 대학교에서 그는 화학 강사인 윌리엄 컬런을 만났고, 그로부터 많은 도움을 얻을 수 있었다. 1754년 이산화 탄소를 연구하며 작성한 논문인 De humore acido a cibis orto, et magnesia alba로 의학 학사 학위를 얻었다. 이 논문은 에든버러의 의학 학회의 관심을 얻어 1756년 Experiments upon magnesia, quicklime and some other alkaline substances라는 이름으로 논문을 출판하였다. 같은 해, 그는 컬런의 뒤를 이어 글래스고 대학교의 화학 강사가 되었고, 해부학 교수직에도 임명되었으며, 의학 학장으로 재임하기도 하였다. 1766년 그는 컬린을 이어 화학 학장이 되었다. 그 이후로 많은 연구를 하였지만 건강이 나빠지기 시작하여 1797년 마지막 강의를 끝으로 은퇴하였다. 그는 1799년 에든버러에서 사망하였다. 그의 사후, 블랙의 강의는 그의 제자들과 친구들에 의해서 정리되어 1803년에 Lectures on the Elements of Chemistry, delivered in the University of Edinburgh로 출판되었다.

## 업적
블랙은 이산화 탄소를 발견한 것으로 널리 알려져 있다. 당시는 알칼리성 물질이 부식성을 띠는 까닭을 플로지스톤설을 통해서 설명하였다. 즉, 산화 칼슘에 약염기에 탄산 나트륨 또는 탄산 칼륨을 작용시키면 플로지스톤이 발생한다고 생각하였다. 블랙은 실험을 통해서 이 과정에서 산화 칼슘의 질량이 감소한다는 사실을 알 수 있었고, 이는 반응 결과 기체가 발생하였기 때문이라는 것을 알아냈다. 그는 이 기체를 '고정된 공기'(fixed air)이라고 불렀고, 이것이 곧 이산화 탄소이다. 또한 그는 석회암에서 추출한 탄산 마그네슘을 가열하면 이산화 탄소가 발생함으로 인해서 질량이 감소한다는 사실도 알아냈다. 또한 약염기성의 탄산염이 이산화 탄소를 방출할 경우 강염기성이 되고, 이것이 다시 이산화 탄소를 흡수할 경우 약염기성으로 되돌아간다는 사실도 발견하였다. 또한 그는 이산화 탄소가 공기 중에도 존재한다는 것을 예측하기도 하였다.
블랙은 잠열에 대해서도 많은 연구를 하였다. 그는 얼음이 녹을 때 온도는 변하지 않으나 열은 흡수된다는 사실을 알았고, 열이 얼음 입자와 결합하여 잠열이 된다고 주장하였다. 그는 1761년 말에 이 가설을 정량적으로 입증하였고, 그 이후 잠열에 대해서 강의하기 시작하였다. 1764년 그는 수증기의 잠열을 측정하였으나 그 결과는 그다지 정확하지 못하였다. 또한 서로 다른 물체는 온도를 올리기 위한 열의 양이 다르다는 것을 발견하여 비열에 대한 원리를 수립하기도 하였다.

## 같이 보기
- 이산화 탄소
- 잠열
- 비열

## 참고 문헌
- ed. by Cambridge University Press, Encyclopaedia Britannica: a dictionary of arts, sciences, literature and general information, 11th edition, London: Cambridge University Press, 1910~1911.
- ed. by Encyclopaedia Britannica, inc., The New Encyclopaedia britannica, 15th edition, Chicago: Encyclopaedia britannica, 2007.